# Fredede bygninger i Lolland Kommune
Denne liste over fredede bygninger i Lolland Kommune viser alle fredede bygninger i Lolland Kommune, bortset fra kirker. Listen bygger på data fra Kulturarvsstyrelsen.
| Sagsnavn                                           | Komplekstype            | Opførelsesår | Adresse                               | Koordinater                                   | Fredningsår (1. fredning) | ID (Link til Kulturarv.dk) | Billede     |
| -------------------------------------------------- | ----------------------- | ------------ | ------------------------------------- | --------------------------------------------- | ------------------------- | -------------------------- | ----------- |
| Axeltorv 3, Nakskov                                | Forhus/apotek           | 1777         | Axeltorv 3, 4900 Nakskov              | 54°49′49″N 11°08′09″Ø / 54.83014°N 11.13589°Ø |                           | 360-10099-1                | Upload foto |
| Axeltorv 3, Nakskov                                | Sidebygning             | 1750         | Axeltorv 3A, 4900 Nakskov             | 54°49′48″N 11°08′09″Ø / 54.83003°N 11.13589°Ø |                           | 360-10099-2                | Upload foto |
| Bandholm Jernbanestation                           |                         | 1869         | Stationsvej 10, 4941 Bandholm         | 54°50′09″N 11°28′55″Ø / 54.83574°N 11.48208°Ø |                           | 360-8033-1                 | Upload foto |
| Bangshave, Maribo                                  | Pavillon                | 1853         | Meinckes Vej 1, 4930 Maribo           | 54°46′14″N 11°29′29″Ø / 54.77065°N 11.49142°Ø |                           | 360-6923-1                 | Upload foto |
| Birketvej 64-66, Bandholm                          |                         | 1900         | Birketvej 64, 4941 Bandholm           | 54°50′10″N 11°28′30″Ø / 54.83606°N 11.47513°Ø |                           | 360-5232-1                 | Upload foto |
| Christianssæde                                     | Herregård               | 1690         | Kristianssædevej 3, 4930 Maribo       | 54°45′29″N 11°21′14″Ø / 54.75798°N 11.35390°Ø |                           | 360-25126-1                | Upload foto |
| Dronningens Pakhus, Nakskov                        | Pakhus                  | 1589         | Havnegade 73, 4900 Nakskov            | 54°49′43″N 11°08′16″Ø / 54.82872°N 11.13778°Ø |                           | 360-11317-1                | Upload foto |
| Errindlev tidl. Andelsmejeri                       |                         | 1903         | Errindlevvej 34B, 4895 Errindlev      | 54°40′18″N 11°29′45″Ø / 54.67160°N 11.49588°Ø |                           | 360-331-1                  | Upload foto |
| Errindlev tidl. Andelsmejeri                       |                         | 1883         | Errindlevvej 34B, 4895 Errindlev      | 54°40′18″N 11°29′45″Ø / 54.67160°N 11.49588°Ø |                           | 360-331-2                  | Upload foto |
| Errindlev tidl. Andelsmejeri                       |                         | 1951         | Errindlevvej 34B, 4895 Errindlev      | 54°40′18″N 11°29′45″Ø / 54.67160°N 11.49588°Ø |                           | 360-331-3                  | Upload foto |
| Frederiksdal                                       |                         | 1758         | Frederiksdalsvej 30, 4912 Harpelunde  | 54°54′16″N 11°02′28″Ø / 54.90436°N 11.04115°Ø |                           | 360-18071-1                | Upload foto |
| Frederiksdal                                       |                         | 1983         | Frederiksdalsvej 30, 4912 Harpelunde  | 54°54′16″N 11°02′28″Ø / 54.90436°N 11.04115°Ø |                           | 360-18071-12               | Upload foto |
| Gloslunde Præstegård                               |                         | 1827         | Stenvadsvej 2, 4983 Dannemare         | 54°45′22″N 11°13′23″Ø / 54.75605°N 11.22305°Ø |                           | 360-21789-2                | Upload foto |
| Gloslunde Præstegård                               |                         | 1827         | Stenvadsvej 2, 4983 Dannemare         | 54°45′22″N 11°13′23″Ø / 54.75605°N 11.22305°Ø |                           | 360-21789-3                | Upload foto |
| Gloslunde Præstegård                               |                         | 1827         | Stenvadsvej 2, 4983 Dannemare         | 54°45′22″N 11°13′23″Ø / 54.75605°N 11.22305°Ø |                           | 360-21789-4                | Upload foto |
| Gloslunde Præstegård                               |                         | 1827         | Stenvadsvej 4, 4983 Dannemare         | 54°45′21″N 11°13′23″Ø / 54.75575°N 11.22305°Ø |                           | 360-21789-1                | Upload foto |
| Halsted Kloster (Maribovej 281-289)                |                         | 1946         | Maribovej 281, 4900 Nakskov           | 54°50′52″N 11°13′39″Ø / 54.84785°N 11.22742°Ø |                           | 360-2819-17                | Upload foto |
| Halsted Kloster (Maribovej 281-289)                |                         | 1900         | Maribovej 283, 4900 Nakskov           | 54°50′53″N 11°13′39″Ø / 54.84794°N 11.22742°Ø |                           | 360-2819-19                | Upload foto |
| Halsted Kloster (Maribovej 281-289)                |                         |              | Maribovej 283, 4900 Nakskov           | 54°50′53″N 11°13′39″Ø / 54.84794°N 11.22742°Ø |                           | 360-2819-20                | Upload foto |
| Halsted Kloster (Maribovej 281-289)                |                         | 1800         | Maribovej 285, 4900 Nakskov           | 54°50′52″N 11°13′39″Ø / 54.84791°N 11.22742°Ø |                           | 360-2819-21                | Upload foto |
| Halsted Kloster (Maribovej 281-289)                | Udlænge                 | 1850         | Maribovej 285, 4900 Nakskov           | 54°50′52″N 11°13′39″Ø / 54.84791°N 11.22742°Ø |                           | 360-2819-22                | Upload foto |
| Halsted Kloster (Maribovej 281-289)                |                         | 1800         | Maribovej 289, 4900 Nakskov           | 54°50′53″N 11°13′39″Ø / 54.84811°N 11.22742°Ø |                           | 360-2819-25                | Upload foto |
| Halsted Kloster (Maribovej 291-297)                |                         | 1850         | Maribovej 291, 4900 Nakskov           | 54°50′55″N 11°13′59″Ø / 54.84850°N 11.23310°Ø |                           | 360-2819-26                | Upload foto |
| Halsted Kloster (Maribovej 291-297)                | Udhus                   | 1930         | Maribovej 291, 4900 Nakskov           | 54°50′55″N 11°13′59″Ø / 54.84850°N 11.23310°Ø |                           | 360-2819-27                | Upload foto |
| Halsted Kloster (Maribovej 291-297)                |                         | 1800         | Maribovej 293, 4900 Nakskov           | 54°50′55″N 11°13′59″Ø / 54.84854°N 11.23310°Ø |                           | 360-2819-28                | Upload foto |
| Halsted Kloster (Maribovej 291-297)                | Udhus                   | 1800         | Maribovej 297, 4900 Nakskov           | 54°50′55″N 11°13′59″Ø / 54.84858°N 11.23310°Ø |                           | 360-2819-29                | Upload foto |
| Halsted Kloster, Den gamle Kro                     |                         | 1800         | Maribovej 277, 4900 Nakskov           | 54°50′50″N 11°13′30″Ø / 54.84734°N 11.22512°Ø |                           | 360-2774-1                 | Upload foto |
| Halsted Kloster, Den gamle Smedie og Smedieboligen |                         | 1800         | Maribovej 279, 4900 Nakskov           | 54°50′52″N 11°13′34″Ø / 54.84766°N 11.22616°Ø |                           | 360-2774-4                 | Upload foto |
| Halsted Kloster, Den gamle Smedie og Smedieboligen |                         | 1850         | Maribovej 279, 4900 Nakskov           | 54°50′52″N 11°13′34″Ø / 54.84766°N 11.22616°Ø |                           | 360-2774-5                 | Upload foto |
| Halsted Kloster, hovedbygning mv.                  |                         |              | Maribovej 248, 4900 Nakskov           | 54°50′52″N 11°13′32″Ø / 54.84778°N 11.22555°Ø |                           | 360-2819-12                | Upload foto |
| Halsted Kloster, hovedbygning mv.                  |                         | 1900         | Maribovej 250, 4900 Nakskov           | 54°50′53″N 11°13′32″Ø / 54.84802°N 11.22555°Ø |                           | 360-2819-13                | Upload foto |
| Halsted Kloster, hovedbygning mv.                  | Udlænge                 | 1850         | Maribovej 250, 4900 Nakskov           | 54°50′53″N 11°13′32″Ø / 54.84802°N 11.22555°Ø |                           | 360-2819-14                | Upload foto |
| Halsted Kloster, hovedbygning mv.                  |                         | 1800         | Maribovej 252, 4900 Nakskov           | 54°50′53″N 11°13′32″Ø / 54.84810°N 11.22555°Ø |                           | 360-4673-1                 | Upload foto |
| Halsted Kloster, hovedbygning mv.                  |                         | 1800         | Maribovej 252, 4900 Nakskov           | 54°50′53″N 11°13′32″Ø / 54.84810°N 11.22555°Ø |                           | 360-4673-2                 | Upload foto |
| Halsted Kloster, hovedbygning mv.                  | Stuehus                 | 1847         | Ullerslevvej 42, 4900 Nakskov         | 54°50′47″N 11°13′32″Ø / 54.84650°N 11.22555°Ø |                           | 360-2819-1                 | Upload foto |
| Halsted Kloster, hovedbygning mv.                  | Tidl. stuehus           | 1591         | Ullerslevvej 42, 4900 Nakskov         | 54°50′47″N 11°13′32″Ø / 54.84650°N 11.22555°Ø |                           | 360-2819-2                 | Upload foto |
| Halsted Kloster, hovedbygning mv.                  | Herskabsstald           | 1877         | Ullerslevvej 42, 4900 Nakskov         | 54°50′47″N 11°13′32″Ø / 54.84650°N 11.22555°Ø |                           | 360-2819-3                 | Upload foto |
| Halsted Kloster, hovedbygning mv.                  | Brændelade              | 1744         | Ullerslevvej 42, 4900 Nakskov         | 54°50′47″N 11°13′32″Ø / 54.84650°N 11.22555°Ø |                           | 360-2819-4                 | Upload foto |
| Herredsvej 281, Fejø                               |                         | 1780         | Herredsvej 281, 4944 Fejø             | 54°57′06″N 11°26′00″Ø / 54.95154°N 11.43333°Ø |                           | 360-16572-1                | Upload foto |
| Hvedemagasinet, Bandholm                           |                         | 1850         | Havnegade 23, 4941 Bandholm           | 54°50′06″N 11°29′02″Ø / 54.83505°N 11.48400°Ø |                           | 360-6007-1                 | Upload foto |
| Højbygård                                          |                         | 1750         | Højbygårdvej 20A, 4970 Rødby          |                                               |                           | 360-24943-3                | Upload foto |
| Højbygård                                          |                         | 1860         | Højbygårdvej 20A, 4970 Rødby          |                                               |                           | 360-24943-4                | Upload foto |
| Højbygård                                          | Magasinbygning          | 1750         | Højbygårdvej 20A, 4970 Rødby          |                                               |                           | 360-24943-9                | Upload foto |
| Højbygård                                          | Stuehus                 | 1750         | Højbygårdvej 20A, 4970 Rødby          |                                               |                           | 360-24943-1                | Upload foto |
| Højbygårds Skovløberhus                            | Stuehus                 | 1877         | Højbygårdvej 22, 4970 Rødby           | 54°41′28″N 11°27′04″Ø / 54.69113°N 11.45103°Ø |                           | 360-24942-1                | Upload foto |
| Kapellanboligen (tidl.), Holeby                    |                         | 1850         | Kirkevej 4, 4960 Holeby               | 54°42′55″N 11°27′07″Ø / 54.71533°N 11.45206°Ø |                           | 360-792-1                  | Upload foto |
| Kapellanboligen (tidl.), Holeby                    |                         | 1850         | Kirkevej 4, 4960 Holeby               | 54°42′55″N 11°27′07″Ø / 54.71533°N 11.45206°Ø |                           | 360-792-2                  | Upload foto |
| Kapellanstræde 10, Maribo                          |                         | 1765         | Kapellanstræde 10, 4930 Maribo        | 54°46′22″N 11°30′07″Ø / 54.77291°N 11.50184°Ø |                           | 360-6224-1                 | Upload foto |
| Kapellanstræde 12, Maribo                          |                         | 1756         | Kapellanstræde 12, 4930 Maribo        | 54°46′22″N 11°30′07″Ø / 54.77284°N 11.50186°Ø |                           | 360-6225-1                 | Upload foto |
| Kapellanstræde 6, Maribo                           |                         | 1756         | Kapellanstræde 6, 4930 Maribo         | 54°46′23″N 11°30′06″Ø / 54.77304°N 11.50180°Ø |                           | 360-6222-1                 | Upload foto |
| Kapellanstræde 8, Maribo                           |                         | 1756         | Kapellanstræde 8, 4930 Maribo         | 54°46′23″N 11°30′07″Ø / 54.77298°N 11.50182°Ø |                           | 360-6223-1                 | Upload foto |
| Kappel Mølle                                       |                         | 1730         | Kappelvej 4C, 4900 Nakskov            | 54°46′27″N 11°02′10″Ø / 54.77410°N 11.03618°Ø |                           | 360-20380-1                | Upload foto |
| Kærstrup                                           |                         | 1765         | Kærstrupvej 17, 4960 Holeby           | 54°41′33″N 11°31′36″Ø / 54.69256°N 11.52680°Ø |                           | 360-872-1                  | Upload foto |
| Købelev Præstegård                                 |                         | 1769         | Præstegårdsvej 42, 4900 Nakskov       | 54°53′56″N 11°07′22″Ø / 54.89887°N 11.12284°Ø |                           | 360-17833-1                | Upload foto |
| Lungholm                                           |                         | 1860         | Rødbyvej 22, 4970 Rødby               | 54°40′17″N 11°27′35″Ø / 54.67143°N 11.45985°Ø |                           | 360-1309-2                 | Upload foto |
| Lungholm                                           | Stuehus/herregård       | 1860         | Rødbyvej 24, 4970 Rødby               | 54°40′19″N 11°27′35″Ø / 54.67185°N 11.45985°Ø |                           | 360-1309-1                 | Upload foto |
| Magletving Møllevej 23                             |                         | 1777         | Mageltving Møllevej 23, 4943 Torrig L | 54°53′48″N 11°16′47″Ø / 54.89661°N 11.27986°Ø |                           | 360-4088-1                 | Upload foto |
| Magletving Møllevej 23                             |                         |              | Mageltving Møllevej 23, 4943 Torrig L | 54°53′48″N 11°16′47″Ø / 54.89661°N 11.27986°Ø |                           | 360-4088-2                 | Upload foto |
| N.E. Balles Barndomshjem                           |                         | 1700         | Vestenskov Kirkevej 4, 4900 Nakskov   | 54°47′20″N 11°05′42″Ø / 54.78901°N 11.09502°Ø |                           | 360-20926-1                | Upload foto |
| N.E. Balles Barndomshjem                           |                         | 1700         | Vestenskov Kirkevej 4, 4900 Nakskov   | 54°47′20″N 11°05′42″Ø / 54.78901°N 11.09502°Ø |                           | 360-20926-2                | Upload foto |
| Nordenkirke 17, Nakskov                            | Beboelsesejendom        | 1999         | Nordenkirke 17, 4900 Nakskov          | 54°49′53″N 11°08′06″Ø / 54.83136°N 11.13508°Ø |                           | 360-11655-2                | Upload foto |
| Nørregades Bomhus, Maribo                          |                         | 1985         | Nørregade 17, 4930 Maribo             | 54°46′33″N 11°30′00″Ø / 54.77595°N 11.49999°Ø |                           | 360-7230-1                 | Upload foto |
| Pederstrup                                         |                         | 1813         | Pederstrupvej 124, 4943 Torrig L      | 54°53′45″N 11°15′56″Ø / 54.89593°N 11.26551°Ø |                           | 360-4165-1                 | Upload foto |
| Præstestræde 2, Nakskov                            |                         | 1989         | Præstestræde 2A, 4900 Nakskov         | 54°49′52″N 11°08′08″Ø / 54.83111°N 11.13560°Ø |                           | 360-12899-1                | Upload foto |
| Qvades Gård, Maribo                                |                         | 1800         | Jernbanegade 7, 4930 Maribo           | 54°46′32″N 11°30′05″Ø / 54.77542°N 11.50150°Ø |                           | 360-9260-3                 | Upload foto |
| Qvades Gård, Maribo                                | Hovedbygning            | 1830         | Torvet 3, 4930 Maribo                 | 54°46′29″N 11°30′05″Ø / 54.77462°N 11.50150°Ø |                           | 360-8266-1                 | Upload foto |
| Qvades Gård, Maribo                                | Sidehus                 | 1830         | Torvet 3, 4930 Maribo                 | 54°46′29″N 11°30′05″Ø / 54.77462°N 11.50150°Ø |                           | 360-8266-3                 | Upload foto |
| Reventlow-asylet, Horslunde                        |                         | 1800         | Pederstrupvej 3, 4913 Horslunde       | 54°54′30″N 11°13′03″Ø / 54.90847°N 11.21762°Ø |                           | 360-17184-1                | Upload foto |
| Rudbjerggård                                       |                         | 1606         | Hovvasen 6, 4983 Dannemare            | 54°46′02″N 11°07′36″Ø / 54.76719°N 11.12674°Ø |                           | 360-21213-1                | Upload foto |
| Skelsnæspavillon, Søholt Hovedgård                 | Pavillon                |              | Søholtvej 28, 4930 Maribo             | 54°44′56″N 11°33′13″Ø / 54.74902°N 11.55349°Ø |                           | 360-1487--1                | Upload foto |
| Sæbyholm                                           |                         | 1856         | Maribovej 238, 4900 Nakskov           | 54°50′03″N 11°11′30″Ø / 54.83424°N 11.19169°Ø |                           | 360-2923-1                 | Upload foto |
| Sæbyholm                                           |                         | 1856         | Maribovej 238, 4900 Nakskov           | 54°50′03″N 11°11′30″Ø / 54.83424°N 11.19169°Ø |                           | 360-2923-2                 | Upload foto |
| Søgaard                                            |                         | 1905         | Søvej 4, 4953 Vesterborg              | 54°52′03″N 11°16′55″Ø / 54.86745°N 11.28206°Ø |                           | 360-4184-1                 | Upload foto |
| Søgaard                                            |                         |              | Søvej 4, 4953 Vesterborg              | 54°52′03″N 11°16′55″Ø / 54.86745°N 11.28206°Ø |                           | 360-4184-2                 | Upload foto |
| Søndergade 25, Nakskov                             | Gavlhus                 | 1692         | Søndergade 25, 4900 Nakskov           | 54°49′47″N 11°08′17″Ø / 54.82979°N 11.13817°Ø |                           | 360-14105-1                | Upload foto |
| Søndergades Bomhus, Maribo                         |                         | 1779         | Søndergade 38, 4930 Maribo            | 54°46′20″N 11°30′12″Ø / 54.77224°N 11.50336°Ø |                           | 360-8125-1                 | Upload foto |
| Theisens Gård, Nakskov                             | Forhus til købmandsgård | 1786         | Axeltorv 1A, 4900 Nakskov             | 54°49′48″N 11°08′10″Ø / 54.82996°N 11.13618°Ø |                           | 360-10097-1                | Upload foto |
| Theisens Gård, Nakskov                             | Hjørnehus               | 1850         | Axeltorv 1, 4900 Nakskov              | 54°49′48″N 11°08′10″Ø / 54.83011°N 11.13618°Ø |                           | 360-10097-2                | Upload foto |
| Theisens Gård, Nakskov                             | Sidebygning             | 1800         | Havnegade 55, 4900 Nakskov            | 54°49′45″N 11°08′10″Ø / 54.82922°N 11.13618°Ø |                           | 360-10097-4                | Upload foto |
| Theisens Gård, Nakskov                             | Pakhus                  | 1700         | Havnegade 55, 4900 Nakskov            | 54°49′45″N 11°08′10″Ø / 54.82922°N 11.13618°Ø |                           | 360-10097-5                | Upload foto |
| Torvet 24, Maribo                                  |                         | 1850         | Kapellanstræde 2, 4930 Maribo         | 54°46′24″N 11°30′06″Ø / 54.77321°N 11.50171°Ø |                           | 360-8285-2                 | Upload foto |
| Torvet 24, Maribo                                  |                         | 1850         | Torvet 24, 4930 Maribo                | 54°46′24″N 11°30′06″Ø / 54.77337°N 11.50171°Ø |                           | 360-8285-1                 | Upload foto |
| Tågerup Polakkaserne                               | Museum Polakkasernen    | 1911         | Højbygårdvej 34, 4970 Rødby           | 54°40′37″N 11°27′14″Ø / 54.67703°N 11.45387°Ø |                           | 360-24949-1                | Upload foto |
| Vindeby Mølle                                      |                         | 1771         | Marrebæksvej 22, 4913 Horslunde       | 54°55′14″N 11°08′28″Ø / 54.92061°N 11.14101°Ø |                           | 360-18921-3                | Upload foto |
| Willers Gård, Rødby                                | Turistinformation       | 1729         | Vestergade 1, 4970 Rødby              | 54°41′44″N 11°23′15″Ø / 54.69544°N 11.38747°Ø |                           | 360-26407-1                | Upload foto |
| Østergade 65, Rødby                                | Magasinbygning          | 1730         | Østergade 65, 4970 Rødby              | 54°41′44″N 11°23′42″Ø / 54.69566°N 11.39498°Ø |                           | 360-26990-1                | Upload foto |
| Østofte Mølle                                      |                         | 1700         | Østofte Møllevej 262, 4951 Nørreballe | 54°48′16″N 11°25′12″Ø / 54.80439°N 11.42012°Ø |                           | 360-6635-1                 | Upload foto |
| Østofte Præstegård                                 |                         | 1797         | Østofte Gade 36, 4951 Nørreballe      | 54°48′12″N 11°25′34″Ø / 54.80338°N 11.42616°Ø |                           | 360-8911-1                 | Upload foto |
| Østofte Præstegård                                 |                         | 1797         | Østofte Gade 36, 4951 Nørreballe      | 54°48′12″N 11°25′34″Ø / 54.80338°N 11.42616°Ø |                           | 360-8911-2                 | Upload foto |
| Østofte Præstegård                                 |                         | 1797         | Østofte Gade 36, 4951 Nørreballe      | 54°48′12″N 11°25′34″Ø / 54.80338°N 11.42616°Ø |                           | 360-8911-3                 | Upload foto |
| Ålstrup                                            |                         | 1728         | Rødbyvej 45, 4920 Søllested           | 54°46′11″N 11°18′08″Ø / 54.76973°N 11.30218°Ø |                           | 360-3354-1                 | Upload foto |